# Short Message Service

E.161, cel mai frecvent aranjament de tastatură mobilă cu alfabet

SMS (serviciu mesaje scurte, short message service) este o componentă pentru mesagerie prin text prezentă în majoritatea serviciilor de telefon, internet, și sisteme bazate pe dispozitive mobile. Acesta folosește protocoale de comunicare standardizate pentru a permite dispozitivelor mobile să facă schimb de mesaje text scurte. Un serviciu intermediar poate facilita posibilitatea de a converti textul la voce, permițând trimiterea de SMS-uri și la telefoanele fixe. Conform unor estimări, SMS a reprezentat cea mai utilizată aplicație de date pe scară largă, cu o valoare estimată la 3,5 miliarde de utilizatori activi, sau aproximativ 80% din toți abonații de telefonie mobilă, la sfârșitul anului 2010.
SMS-uri, cum este utilizat pe dispozitivele de astăzi, își are originile în radiotelegrafie, anume în memo-pagerurile în care erau folosite protocoale telefonice standardizate. Acestea au fost definite în 1985 ca parte a seriei de standarde a Sistemului Global pentru Comunicații Mobile (GSM) . Aceste protocoalele permiteau utilizatorilor să trimită și să primească mesaje de până la 160 de caractere alfanumerice la și de la telefoanele mobile GSM. Deși cele mai multe mesaje SMS sunt mesaje text de la mobil la mobil, suport pentru acest serviciu s-a extins pentru a include și alte tehnologii mobile, cum ar fi rețelele  ANSI CDMA și Digital AMPS.